# Schaschlik

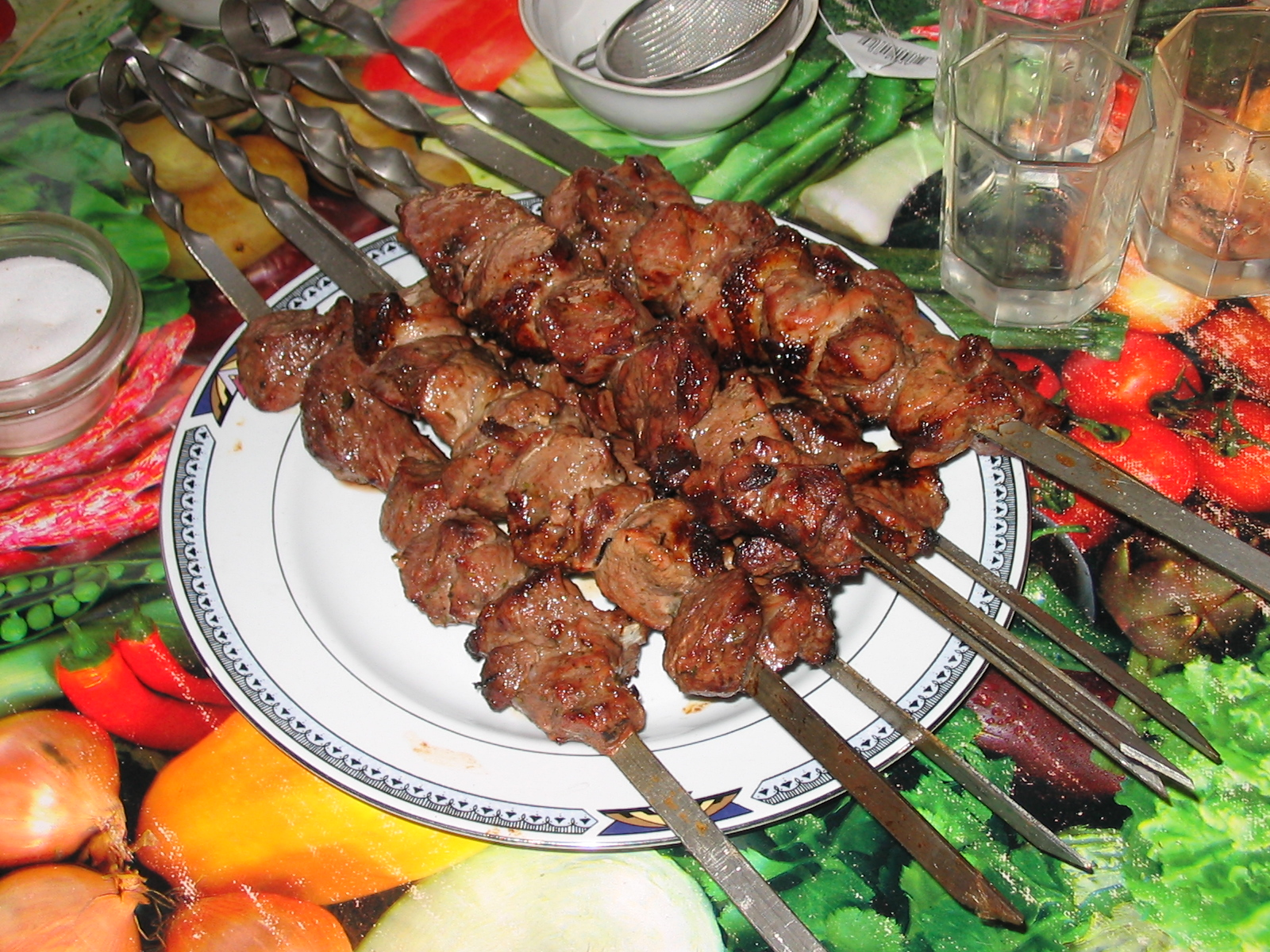
Schaschlik auf dem Teller

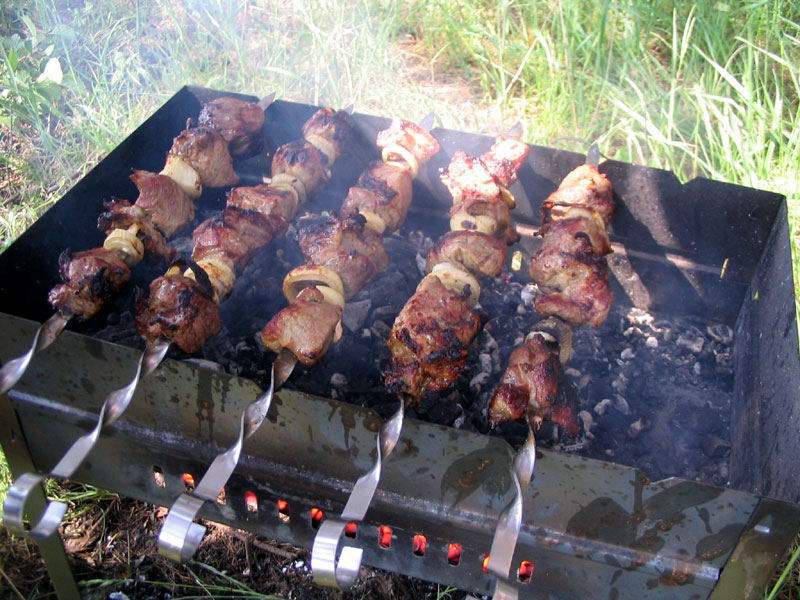
Schaschlik auf dem Mangal

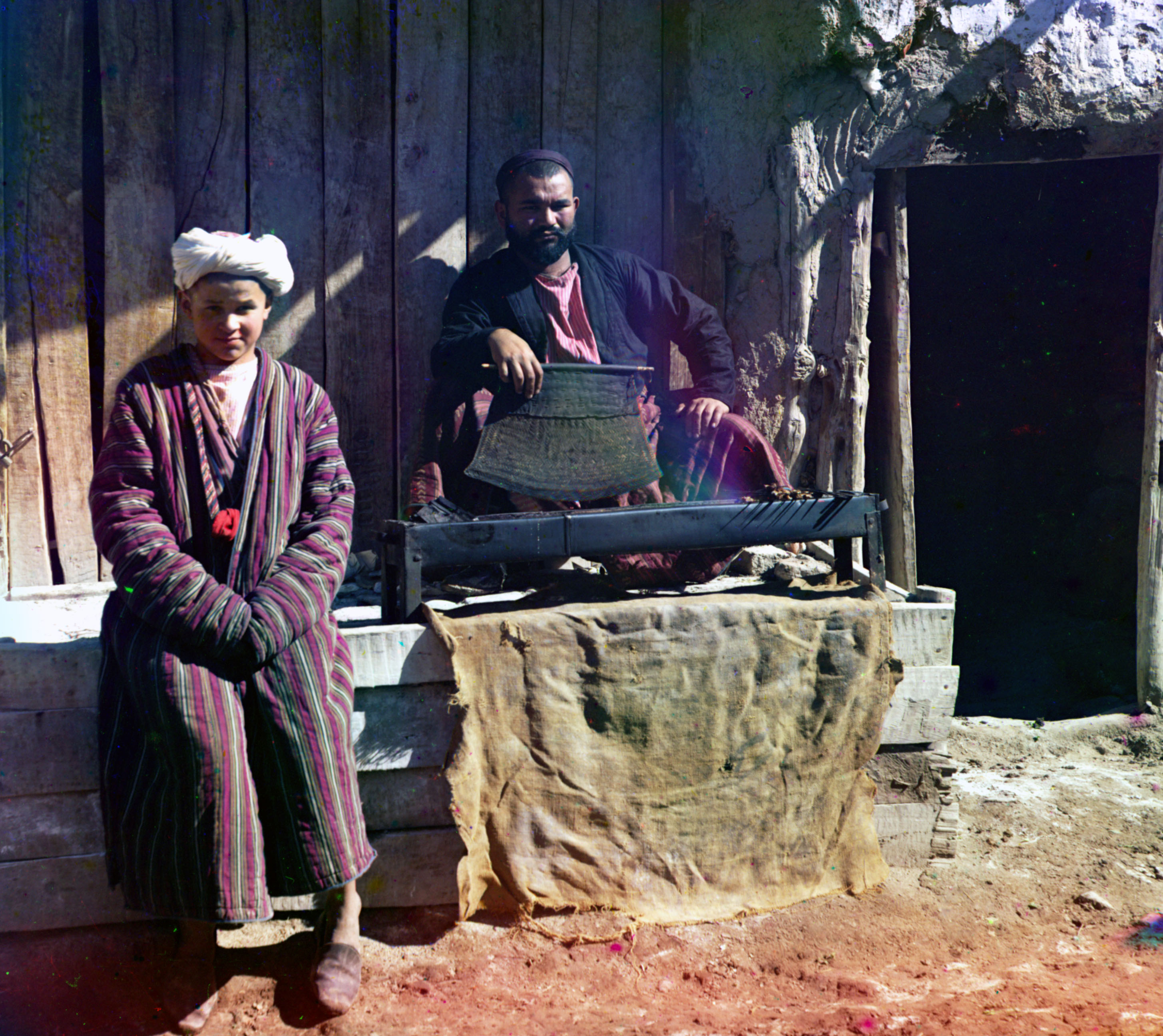
Schaschlik-Restaurant in Samarqand zwischen 1905 und 1915. Bild des Farbfoto-Pioniers Sergei Prokudin-Gorski.

Schaschlik (russisch шашлык, von tatarisch šašlyk bzw. šašlik), seltener Schaschlyk, ist eine Bezeichnung für einen gegrillten oder gebratenen, meist marinierten Fleischspieß.

## Beschreibung
Schaschlik ist ein traditioneller Imbiss in turksprachigen Ländern, in Russland, dem Kaukasus und in Teilen Südosteuropas (u. a. Serbien und Ungarn), wo sie an Ständen angeboten werden. Viele der in ganz Russland verbreiteten Schaschlikrezepte stammen ursprünglich aus dem Kaukasus. Schaschlik ist in zahlreichen Varianten auch in Westeuropa bekannt geworden, wobei der Begriff oft synonym für Grillspieß allgemein verwendet wird. So gibt es auch Schaschlikrezepte mit Fisch und Meeresfrüchten oder nur mit Gemüse.
Die Spieße bestehen regional unterschiedlich in zahlreichen Varianten aus Hammel- bzw. Lammfleisch, Rind- und Schweinefleisch, oft ergänzt um weitere Zutaten wie Gemüse, z. B. Zwiebel, Paprika und Tomate, oder auch Scheiben von Speck, Niere, Leber, kleine Würstchen usw., die abwechselnd mit dem Fleisch auf die Spieße gesteckt werden. Zur Zubereitung von Schaschlik wird das Fleisch zunächst in kleinere Würfel geschnitten und für Stunden oder Tage mariniert, was ihm den besonderen Geschmack verleiht und es zarter macht. Nach dem Zusammenstecken mit den übrigen Zutaten auf einfache Holz- oder Metallspieße (siehe Bilder) und kurzem Braten über offenem Feuer oder heißer Glut wird Schaschlik meist direkt vom Spieß, ohne Sauce oder weitere Gewürze, verzehrt.
Die übliche Beilage ist Brot, in einigen Ländern auch Reis oder Gemüse-Rohkost, in Russland auch gekochte Kartoffeln. Der traditionelle, typische Schaschlikgrill wird Mangal genannt. Die Metallspieße selbst werden in Russland als Schampur (russisch: Шампур) bezeichnet.
In der persischen Küche wird das Fleisch für Schaschlik, genannt Schischlik (persisch شیشلیک), im Gegensatz zu anderen Formen von Schaschlik, in großen Stücken, Lammrippen, zubereitet. Diese Lammrippen werden mit Essig und anderen Zutaten mariniert. Schischlik ist im Iran besonders in Chorasan und insbesondere in Maschhad verbreitet. Schischlik wird mit gegrillten Tomaten, Safranreis, eingelegtem Knoblauch, Salaten und Gurken serviert.